# Feminices
Feminices é um filme de comédia dramática brasileiro de 2005 dirigido por Domingos de Oliveira baseado na peça Confissões das Mulheres de 40, escrita por Clarice Niskier. O filme conta a história de quatro atrizes ensaiando para uma peça de teatro. É protagonizado por Priscilla Rozenbaum, Dedina Bernardelli, Cacá Mourthé e Clarice Niskier.

## Sinopse
Quatro atrizes na faixa dos 40 anos se reúnem no teatro para revisar o texto da peça cujo título é Confissões das Mulheres de 40, gerando desconfiança do diretor do espetáculo que argumenta que mulheres dessa faixa etária não possuem confissões. Entre conversas, elas falam sobre suas vontades, casamento, filhos e problemas pessoais.

## Elenco
- Clarice Niskier como Eugênia
- Priscilla Rozenbaum como Diana
- Dedina Bernardelli como Isabel
- Cacá Mourthé como Babi
- Domingos de Oliveira como Mariano

## Produção
Feminices é o terceiro filme de Domingos de Oliveira após um grande hiato em sua carreira que durou até o final dos anos 1990. Junto com Amores (1999) e Separações (2002), compõe um "trilogia informal" na carreira do cineasta que reúne temas sobre relações amorosas e comportamento social.
O longa é baseado na peça de teatro Confissões de Mulheres de 40, escrita por Clarice Niskier, a qual também atua como uma das protagonistas do filme, e encenada em 2003. O filme funciona como um semi-documentário. O diretor usou o texto da peça e disse às quatros atrizes protagonistas (Priscilla Rozenbaum, Dedina Bernardelli, Cacá Mourthé e Clarice Niskier) para improvisarem um texto de cinema.

## Lançamento
Feminices foi selecionado para a mostra oficial do Festival do Rio de 2004. O filme foi lançado em 28 de janeiro de 2005 nos cinemas do Brasil.

## Recepção
Em sua crítica ao website Papo de Cinema, Robledo Milani escreveu que "Feminices [é] uma obra divertida, pertinente e, ao mesmo tempo, leve. A curta duração (são apenas 72 minutos) é outra vantagem, pois oferece informação e entretenimento sem ser didático ou cansativo. Exibido na seleção oficial do Festival do Rio 2004, tem-se aqui um filme que fala de pessoas reais, de dramas verdadeiros e de um estilo de vida distante da fantasia onírica e escapista, mesmo que às vezes seja dura e até mesmo cruel. Mas, acima de tudo, identificável."

### Prêmios e indicações
| Ano  | Associações                                 | Categoria                   | Recipiente(s)        | Resultado |
| ---- | ------------------------------------------- | --------------------------- | -------------------- | --------- |
| 2004 | Mostra Internacional de Cinema de São Paulo | Melhor Filme (voto público) | Domingos de Oliveira | Venceu    |
| 2006 | Prêmio Contigo! de Cinema Nacional          | Melhor Diretor              | Domingos de Oliveira | Indicado  |
| 2006 | Prêmio Guarani de Cinema Brasileiro         | Melhor Roteiro Adaptado     | Domingos de Oliveira | Indicado  |
| 2007 | Grande Prêmio do Cinema Brasileiro          | Melhor Roteiro Adaptado     | Domingos de Oliveira | Indicado  |